# 田村善次郎
田村 善次郎（たむら ぜんじろう、1934年（昭和9年）1月10日 - ）は、日本の民俗学者、武蔵野美術大学名誉教授。

## 来歴
福岡県に生まれる。1957年に東京農業大学を卒業市、引き続き同大学院に進んで修士課程を修了した。武蔵野美術大学教授、同附属美術図書館館長を務めた。2005年に退職、名誉教授となる。宮本常一に師事し、その著作集を編纂した。

## 著書

### 単著
- 『ネパール周遊紀行』武蔵野美術大学出版局〈MAUライブラリー〉、2004年

### 共著
- 『小絵馬 いのりとかたち』（佐藤健一郎との共著、若尾和正・写真） 淡交社、1978年
- 山崎禅雄 編『薗部澄 水の記憶 フォト・エッセイ』（解説） 淡交社、1995年
- 『藁の力 民具の心と形』（佐藤健一郎との共著）淡交社、1996年
- 『十二支の民俗誌』（佐藤健一郎との共著、工藤員功・写真）八坂書房、2000年（新版2018年）
- 『暦と行事の民俗誌』（佐藤健一郎との共著、工藤員功・写真）八坂書房、2001年（新版2019年）
- 『棚田の謎 千枚田はどうしてできたのか』（TEM研究所との共著）OM出版〈百の知恵双書〉、2003年
- 『祈りの民俗誌』（佐藤健一郎との共著）八坂書房、2013年
- 西部ネパール民族文化調査隊『ヒマラヤ旅日記 ネパールポンモ村滞在記』八坂書房、2025年

### 編纂
- 『宮本常一著作集』編 未來社
- 『宮本常一農漁村採訪録』（監修・校閲）周防大島文化交流センター、2005年
- 宮本常一『ダムに沈んだ村の民具と生活 広島県高田郡八千代町土師』（香月節子と共編）八坂書房、2011年
- 『宮本常一日記 青春篇』（編） 毎日新聞社、2012年
- 『見聞巷談 宮本常一短編集』（編） 八坂書房、2013年
- 『宮本常一講演選集』（編）農山漁村文化協会、2013年
- 『宮本常一の本棚』（編）八坂書房、2014年

## 栄典
- 2006年4月 -  瑞宝中綬章[1]